# Patricio Almendra
Patricio Antonio Almendra Cifuentes (* 3. September 1977 in Concepción) ist ein ehemaliger chilenischer Fußballspieler und aktueller -trainer. Der offensive Mittelfeldspieler bestritt zwei Länderspiele für die Nationalmannschaft.

## Karriere

### Verein
Patricio Almendra begann seine Profikarriere 1997 beim CD Huachipato, wo er in der Liga allerdings nur einmal zum Einsatz kam. 1998 spielte der Mittelfeldspieler bei Lower Hutt City AFC in Neuseeland, wo er 2002/03 noch einmal für den Football Kingz FC aktiv war. Neben Vereinen in Chile war er noch kurze Zeit 2003 in Katar bei al-Ittihad und in den Vereinigten Arabischen Emiraten bei al-Ahli Dubai. Die längste Zeit seiner Karriere verbrachte Almendra bei Deportes Concepción, für das er mehrmals spielte. Ende 2010 wurde sein Vertrag bei Deportes Concepción nicht verlängert, er kehrte aber 2012 noch einmal für den Verein auf den Platz zurück, nachdem er bereits als Co-Trainer gearbeitet hatte.

### Nationalmannschaft
Almendra debütierte im November 2001 in der chilenischen Nationalmannschaft beim Qualifikationsspiel zur Weltmeisterschaft 2002 gegen Kolumbien, als er für Arturo Norambuena eingewechselt wurde. Nur wenige Tage danach wurde der Mittelfeldspieler gegen Ecuador erneut eingewechselt. Weitere Länderspieleinsätze kamen nicht hinzu. Chile konnte sich als Letzter der Südamerikagruppe nicht für das Turnier in Südkorea und Japan qualifizieren.

### Trainer
Nach seinem Karriereende als Spieler wurde Almendra 2011 Assistenztrainer von Jorge Garcés bei Deportes Concepción. 2012 schnürte er nochmal die Schuhe für den Klub und wurde 2013 Cheftrainer beim Team aus dem Süden des Landes in der Primera B. Anschließend war der zweimalige Nationalspieler Trainer bei Ligakonkurrent Santiago Morning. 2017 war er in der Segunda División bei Naval und 2018 bei Deportes Iberia tätig. Ab 2019 war er denn erneut Co-Trainer von Garcés bei Fernández Vial. 2021 war er dann Co-Trainer von Francisco Bozán bei San Luis.

## Erfolge
Al-Ahli
- Pokalsieger der Vereinigten Arabischen Emirate: 2003/04

## Sonstiges
Sein jüngerer Bruder Jonatan ist ebenfalls ehemaliger Profifußballspieler, der bei Vereinen in Chile und Schweden spielte.